# المنديل الأبيض (فلم)
المنديل الأبيض (بالإنجليزية: The White Handkerchief) هو فيلم نيجيري قصير صدرَ عام 1998 من إنتاج وإخراج توند كيلاني وبطولة ييمي كومولافي، ييمي شوديمو وخَبِيرَات كافيديبي. اقتُبس الفيلم من رواية العذراء (بالإنجليزية: The virgin) وهي أول رواية لبايو أديبويل.

## القصّة
يحكي الفيلمُ قصة فتاةٍ قرويةٍ صغيرةٍ تُدعى أويرو (تلعب دورها الممثلة سولا أسيديكو) والتي فقدت عذريتها نتيجة اغتصابها قبل أن تلتقي بحبيبِ طفولتها الذي يدعى أوديجيمي والذي قررت الزواج منه. في ليلة الزفاف، يُطلب من أوديجيمي بعد دخوله بأويرو التلويح بمنديلٍ أبيض عليه بقعٍ من الدم لإثبات عذريّة الزوجة كما هو دارجٌ وفقًا للتقاليد. يشعرُ أوديجيمي بخيبةِ أملٍ عندما لا تنزفُ زوجته دمًا وهو ما يُؤدّي لاشتعالِ حربٍ بين قرية أوديجيمي وقرية زوجتهِ أويرو.

## طاقم التمثيل
- سولا أسيديكو
- أدوو فيليبس
- خِبَرات كفيديبي
- ييمي شوديمو
- أكينوونمي إيزولا
- ييمي كومولافي